# Liste der Kulturdenkmäler in Neuerkirch
In der Liste der Kulturdenkmäler in Neuerkirch sind alle Kulturdenkmäler der rheinland-pfälzischen Ortsgemeinde Neuerkirch aufgeführt. Grundlage ist die Denkmalliste des Landes Rheinland-Pfalz (Stand: 27. Oktober 2023).

## Denkmalzonen
| Bezeichnung                        | Lage                      | Baujahr         | Beschreibung | Bild                           |
| ---------------------------------- | ------------------------- | --------------- | --- | ------------------------------ |
| Denkmalzone Hauptstraße Neuerkirch | Hauptstraße 5, 6, 6a Lage | 19. Jahrhundert | drei charakteristische Fachwerkbauten im Ortskern - Hauptstraße 5: Fachwerk-Quereinhaus mit Kniestock, Anfang des 19. Jahrhunderts - Hauptstraße 6: ehemalige Fachwerkscheune, 19. Jahrhundert - Hauptstraße 6a: ehemalige Scheune (heute Museum); Fachwerkbau, teilweise massiv und verschiefert, 19. oder 20. Jahrhundert | weitere Bilder Fotos hochladen |

## Einzeldenkmäler
| Bezeichnung            | Lage                          | Baujahr                           | Beschreibung | Bild                           |
| ---------------------- | ----------------------------- | --------------------------------- | --- | ------------------------------ |
| Hofanlage              | Alterkülzer Straße 2, 2a Lage | 19. Jahrhundert                   | Gehöft; Fachwerkhaus, teilweise massiv und verschiefert, 19. Jahrhundert, Stall-/Scheunentrakt, bezeichnet 1738; bauliche Gesamtanlage | Fotos hochladen                |
| Hofanlage              | Alterkülzer Straße 7 Lage     | erste Hälfte des 18. Jahrhunderts | Hakenhof; Fachwerkhaus, erste Hälfte des 18. Jahrhunderts; ehemalige Scheune, 19. Jahrhundert; bauliche Gesamtanlage                   | Fotos hochladen                |
| Evangelische Kirche    | Hauptstraße 2 Lage            | nach 1728                         | Saalbau, kurz nach 1728, Umbau nach 1821; bauliche Gesamtanlage mit Friedhof                                                           | weitere Bilder Fotos hochladen |
| Back- und Gemeindehaus | Hauptstraße 8 Lage            | 1930er Jahre                      | Fachwerkbau, teilweise massiv, 1930er Jahre                                                                                            | BW                             |
| Hofanlage              | Külzbachstraße 6 Lage         | um 1910                           | Hofanlage, um 1910; Krüppelwalmdachbau; bauliche Gesamtanlage                                                                          | BW                             |
| Quereinhaus            | Laubacher Straße 1a Lage      | 19. Jahrhundert                   | ehemaliges Quereinhaus, Fachwerk, 19. Jahrhundert                                                                                      | BW                             |